# Hauconcourt
 Hauconcourt  es una población y comuna francesa, en la región de Lorena, departamento de Mosela, en el distrito de Metz-Campagne y cantón de Maizières-lès-Metz.

## Demografía
| 564 | 629 | 743 | 612 | 537 | 569 |
| Para los censos de 1962 a 1999 la población legal corresponde a la población sin duplicidades (Fuente: INSEE [Consultar]) |     |     |     |     |     |